# Wanala
Wanala fou un estat tributari protegit a l'agència de Kathiawar, prant de Jhalawar, presidència de Bombai, format per un sol poble amb dos tributaris separats. La superfície era de 8 km² i la població el 1881 de 625 habitants. Els ingressos s'estimaven en 267 lliures i pagava un tribut de 39 lliures al govern britànic.